# Matthias Bühler
Matthias Bühler (* 2. September 1986 in Lahr/Schwarzwald) ist ein deutscher Hürdensprinter aus Haslach im Kinzigtal.

## Sportliche Karriere
Seine Karriere begann er als Schüler beim TV Haslach unter Max, Jürgen und Frank Schmider. Bühler absolvierte eine Ausbildung zum IT-Systemkaufmann in Haslach. Bis 2011 war er bei der Sportfördergruppe der Bundeswehr. Er spezialisierte sich 2005 nach seinem Wechsel zur LG Offenburg auf die 110 Meter Hürden. Matthias Bühlers Trainer bei der LG Offenburg war Wilhelm Seigel. Seine Stärke liegt vor allem im Finish.

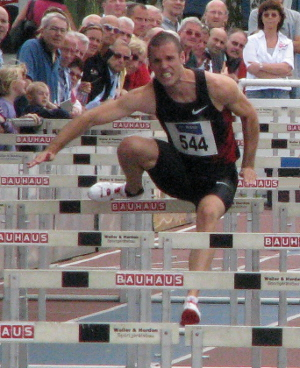
Matthias Bühler beim DLV-Weltmeisterschafts-Testwettkampf 2011 in Mannheim

Bühler wurde 2009, 2010, 2011, 2013, 2014, 2016, 2017 und 2020 Deutscher Meister im 110-Meter-Hürdenlauf und startete für Deutschland bei den Weltmeisterschaften 2009 in Berlin, wo er im Vorlauf ausschied, und bei den Europameisterschaften 2010 in Barcelona (Platz 12). Bei den Europameisterschaften 2012 in Helsinki verpasste er mit Platz 10 nur knapp den Einzug in das Finale. Im Vorfeld konnte er in Mannheim bereits die Norm für die Olympischen Spiele in London übertreffen. In London schied er im Vorlauf aus.
2013 verbesserte er in der Halle seine persönliche Bestzeit über 60 Meter Hürden und nahm an den Halleneuropameisterschaften in Göteborg teil.
2016 holte sich Bühler mit 13,44 s zum sechsten Mal den Deutschen Meistertitel und sicherte sich durch Erreichung der Norm die Teilnahme an den Olympischen Spielen in Rio de Janeiro.
Bühler gehörte zum B-Kader des Deutschen Leichtathletik-Verbandes (DLV).
Durch seinen Wechsel zur LG Eintracht Frankfurt, wo er seit 1. Januar 2017 für das Team International startete, konnte Bühler sein vorzeitiges Karriereende abwenden. Ende 2018 beendete er seine leistungssportliche Laufbahn und trat eine Arbeitsstelle als Fachinformatiker an. Im August 2019 stieg er wieder voll ins Training ein und plante sein Comeback als Hürdensprinter. 2020 nahm er an dem ersten Wettkampf teil. Bei dem dritten Wettkampf nach seinem Comeback lief er in Regensburg über 110 Meter Hürden die deutsche Jahresbestzeit von 13,60 Sekunden. In Braunschweig wurde er am 8. August 2020 in 13,62 Sekunden zum achten Mal deutscher Meister über 110 Meter Hürden.
Bestleistungen
- 110 m Hürden: 13,34 s, Peking, 27. August 2015
- 60 m Hürden: 7,69 s, Dortmund, 23. Februar 2013 in der Halle

Größte Erfolge
- 2009, 2010, 2011, 2013, 2014, 2016, 2017 und 2020: Deutscher Meister
  - 2012, 2015: Deutscher Vizemeister
- 2012: Teilnahme Olympische Spiele in London
- 2014: Platz 9 bei den Europameisterschaften in Zürich
- 2015: Platz 11 bei den Weltmeisterschaften in Peking
- 2016: Teilnahme Olympische Spiele in Rio